# 岸田奈美
岸田 奈美（きしだ なみ、1991年7月25日 - ）は、日本の作家、エッセイスト。関西大学客員教授。既婚。

## 経歴
兵庫県神戸市出身。2014年、関西学院大学人間福祉学部社会起業学科卒業。大学に通いながらユニバーサルデザインを手掛ける株式会社ミライロの起業メンバーとして活動。広報部長を務める。
2019年に公開したnoteの記事が反響を呼び、閲覧数は100万回を超える。翌年会社を退職し、作家として独立する。
2020年6月、世界経済フォーラム（ダボス会議）が任命する、20歳～33歳までの若きリーダーたちで構成された組織・グローバルシェイパーズに選出。9月24日、初の著書『家族だから愛したんじゃなくて、愛したのが家族だった』を出版。装丁は祖父江慎、中表紙の写真撮影は幡野広志。発売日翌日に重版となり、一時入手困難となる。10月21日、米国の経済誌『Forbes』が選出する、世界を変える30歳未満のイノベーターのアワード「30 UNDER 30 JAPAN」を受賞。同年で作家としての受賞は唯一。
2021年3月30日、インターネットメディア協会が主催する「Internet Media Awards」で、note「全財産を使って外車買ったら、えらいことになった」がグランプリと部門賞を受賞。4月20日、『Forbes』誌のアジア版「30 UNDER 30 ASIA」を受賞。5月31日、二作目『もうあかんわ日記』をライツ社より出版。帯の文は糸井重里。7月6日、角田光代、林真理子らが編纂委員を務める日本文藝家協会『ベスト・エッセイ2021』に「海を隔てバズった母」が選出、掲載。8月3日、文春文庫「向田邦子を読む」寄稿。10月15日、三作目『傘のさし方がわからない』を出版。
2022年3月15日、ファンクラブである『岸田団』を開設。4月1日、朝日放送テレビ『newsおかえり』木曜レギュラーとして出演。5月16日、『ACC TOKYO CREATIVITY AWARDS』2022年フィルム部門審査委員を務める。月15日、音声配信プラットフォーム「Spotify」による次世代ポッドキャストクリエイター育成プログラムに選出、自身が制作した番組『岸田奈美と山本さほの悩みを握る寿司屋』の配信を開始。9月15日、『日本民間放送連盟賞』教養部門の近畿地区審査員を務める。
2023年5月、初エッセイ『家族だから愛したんじゃなくて、愛したのが家族だった』を元にした連続テレビドラマがNHK BSのプレミアムドラマ枠にて放送。7月9日からはNHKで地上波でも放送される。11月10日よりNHKの中央放送番組審議会委員を務める。
2025年5月24日、結婚を公表。

## 評価
「Internet Media Awards」選考委員の篠田真貴子は「インターネットメディアには『炎上』『分断』など怖く荒れたイメージが強く、敬遠しがちな人もいる。でも、インターネットには前向きな可能性もたくさんある。受賞作はそれを示す好例だ」と評した。
また、佐渡島庸平による「岸田さんは誰も傷つけない面白い文章が書ける珍しい人だ」の言葉で、会社を辞めて作家になる決心がついたと語っている。
入試問題に文章が取り上げられることも多く、京都大学医学部、灘中学校、筑波大学附属駒場中学校などが採用している。本人は正答できず、彼女の編集者が答えられたエピソードについてエッセイにしている。

## 人物・家族
『100文字で済むことを2000文字で伝える作風』と自らを評する。中学生の時、父親が突然他界。その後、病気により車椅子での生活を余儀なくされた母と知的障害のある弟、高齢の祖母がいる。障害のある家族がいる作家による感動エッセイというようなとらえられ方には違和感を覚えると語り、「『家族』をテーマに書こうとさえ思っていない」とも語っている。

## 出演
- newsおかえり - コメンテーターとして木曜レギュラー出演。
- スッキリ（2021年・2月16日・3月17日・4月7日・6月16日・7月14日、日本テレビ） - コメンテーターとして出演[25]。
- 東京2020パラリンピック -（2021年・9月12日・9月14日・9月15日、NHK総合）- コメンテーターとして出演。共演者は櫻井翔、石黒賢、武井壮、根木慎志。
- キャスト（2021年10月26日、朝日放送テレビ）- コメンテーターとして出演。
- アシタノカレッジ（2021年11月10日、TBSラジオ） - ゲスト

## トークイベント
2022年3月22日　『傘のさし方がわからない』の出版に伴い隆祥館書店にてトークイベントを開催。

## 著書
- 『家族だから愛したんじゃなくて、愛したのが家族だった』小学館、2020年9月23日。ISBN 4093887780。
- 『もうあかんわ日記』ライツ社、2021年5月31日。ISBN 4909044302。
- 『傘のさし方がわからない』小学館、2021年10月15日。ISBN 4093888345。
- 『飽きっぽいから、愛っぽい』講談社、2023年3月22日。ISBN 4065308054。
- 『家族だから愛したんじゃなくて、愛したのが家族だった +かきたし』小学館文庫、2023年4月6日。ISBN 4094072462。
- 『国道沿いで、だいじょうぶ100回』小学館、2024年5月29日。ISBN 4093878439。